# Izunokuni (Shizuoka)
Izunokuni (伊豆の国市 Izunokuni-shi?), es una ciudad que se encuentra en Shizuoka, en la zona sur oriental de la isla de Honshū, Japón. 
Desde el 1 de junio de 2012, la ciudad tiene un estimado de población de 49,010 habitantes y un densidad de población de 517 personas por km². La superficie total es de 94.71 km².

## Historia
A finales del periodo Heian y del periodo Kamakura, la ciudad de Nirayama estaba dentro de las fronteras actuales de Izunokuni y fue la sede del Clan, que dominó la política japonesa en el siglo XII. 
Se estableció un Castillo en Nirayama por Ise Moritoki, fundador del último clan Hojo en 1493. 
Durante el periodo Edo, la mayoría de Provincia de Izu era territorio tenryō bajo control directo del shogunato Tokugawa, que gobernó Izu y partes del este de la provincia de Suruga de un daikansho establecido en Nirayama. 
Después de la Restauración Meiji, el área se convirtió en la efímera Prefectura Nirayama, que se fusionó con la igualmente efímera Prefectura Ashigara en 1871. Desde 1876, el área ha sido parte de la Prefectura de Shizuoka. 
Durante la reforma catastral de 1886, el área fue reorganizada en varias aldeas bajo el Distrito Kimisawa, el cual estaba con Distrito Tagata en 1896.
En 1934, Izunagaoka fue elevado a la categoría de ciudad, seguido por Ōhito en 1940, y Nirayama en 1962.
La moderna ciudad de Izunokuni fue creada el 1 de abril de 2005 de la fusión de los municipios de Izunagaoka, Nirayama y Ohito (todas del Distrito Tagata).

## Geografía
Izunokuni se encuentra en el "cuello" norte de la Península de Izu en el este de la prefectura de Shizuoka. 
La región es montañosa, con numerosos manantiales de agua caliente (onsen). 
El clima de la región es marítimo templado, con veranos calientes húmedos e inviernos cortos y frescos, en los cuales la cálida corriente de Kuroshio en alta mar tiene un efecto moderador.

### Municipalidades vecinas
- Atami
- Izu
- Itō
- Numazu
- Kannami

## Economía
La economía de Izunokuni está dominada por la agricultura (fresas y tomates) y por la relación con la industria del turismo de los centros termales.

## Transporte

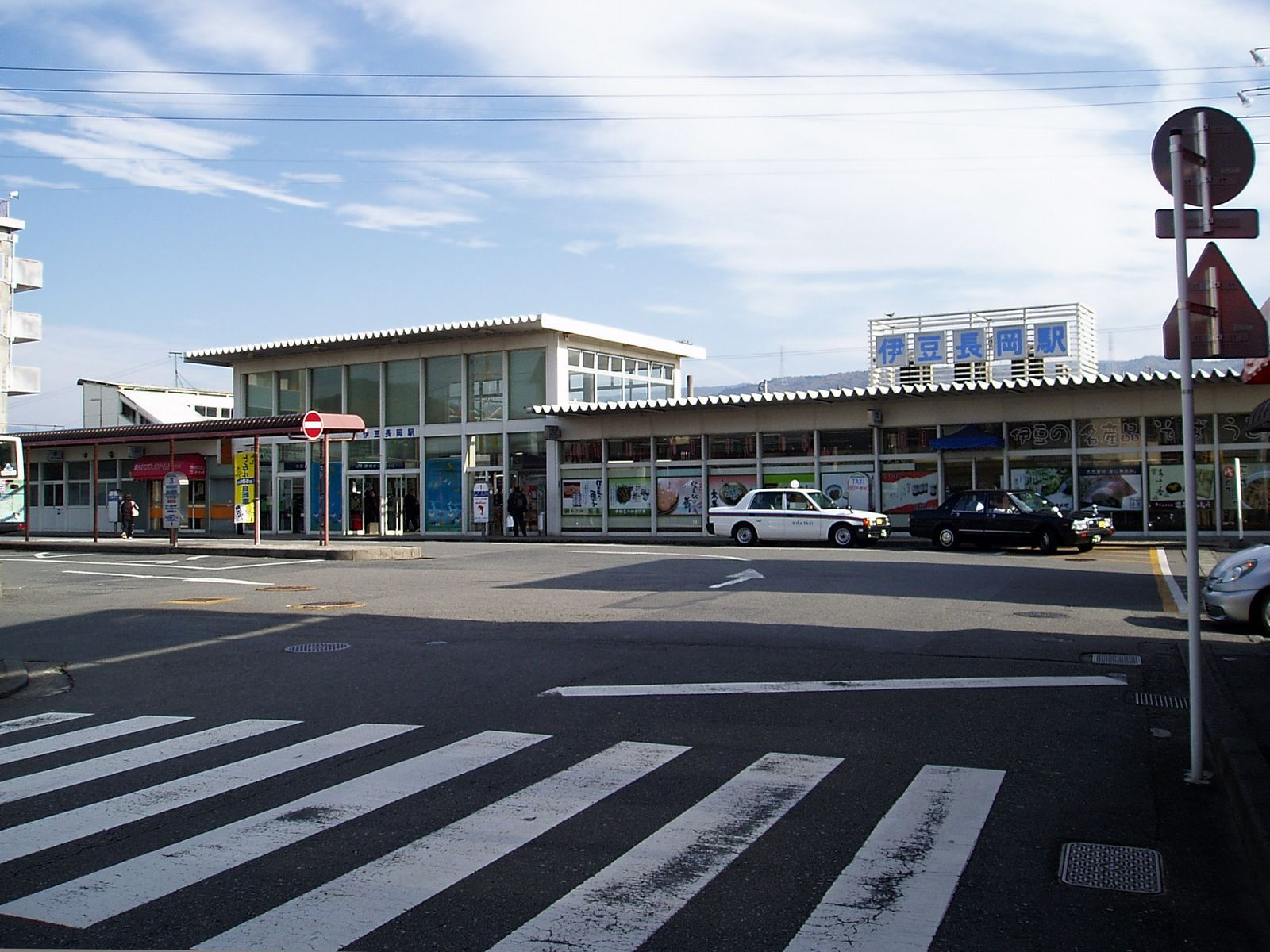
Estación de Izu-nagaoka.

### Autopistas
- Carretera Nacional 136 de Japón
- Carretera Nacional 414 de Japón

### Tren
- Izuhakone Railway - Sunzu Line
  - Estación de Baraki -  Estación de Nirayama -  Estación de Izu-Nagaoka -  Estación de Ōhito - Estación de Takyō

## Ciudades hermanadas
- Gainesville, Georgia, Estados Unidos.

## Personas célebres nativas de la ciudad de Izunokuni
- Sayuri Iwata - actriz
- Takanobu Hozumi - actor y actor de voz

## Atracciones de Izunokuni
Lugares locales destacados para visitar son:
- Mundo hawaiano de Izu -Instalación turística de enfoque hawaiano, con una colección de orquídeas en invernaderos,
- Teleférico de Katsuragiyama
- Ganjoujuin -Templo budista
- Monte Jōyama -Senderismo en plena naturaleza

## Galería de Izunokuni

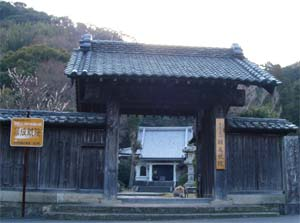
Ganjoujuin.
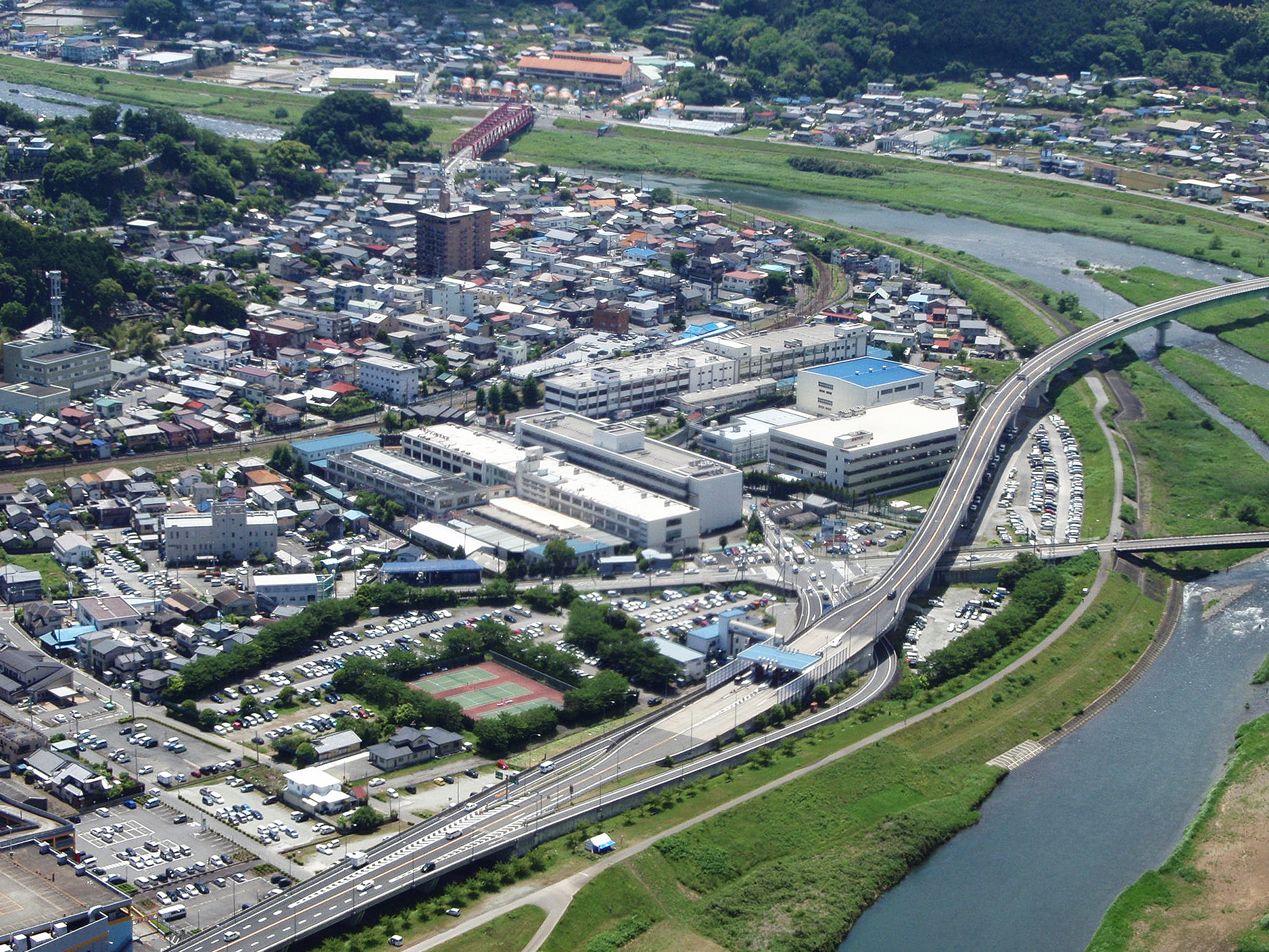
Vista parcial de la ciudad de Izunokuni.
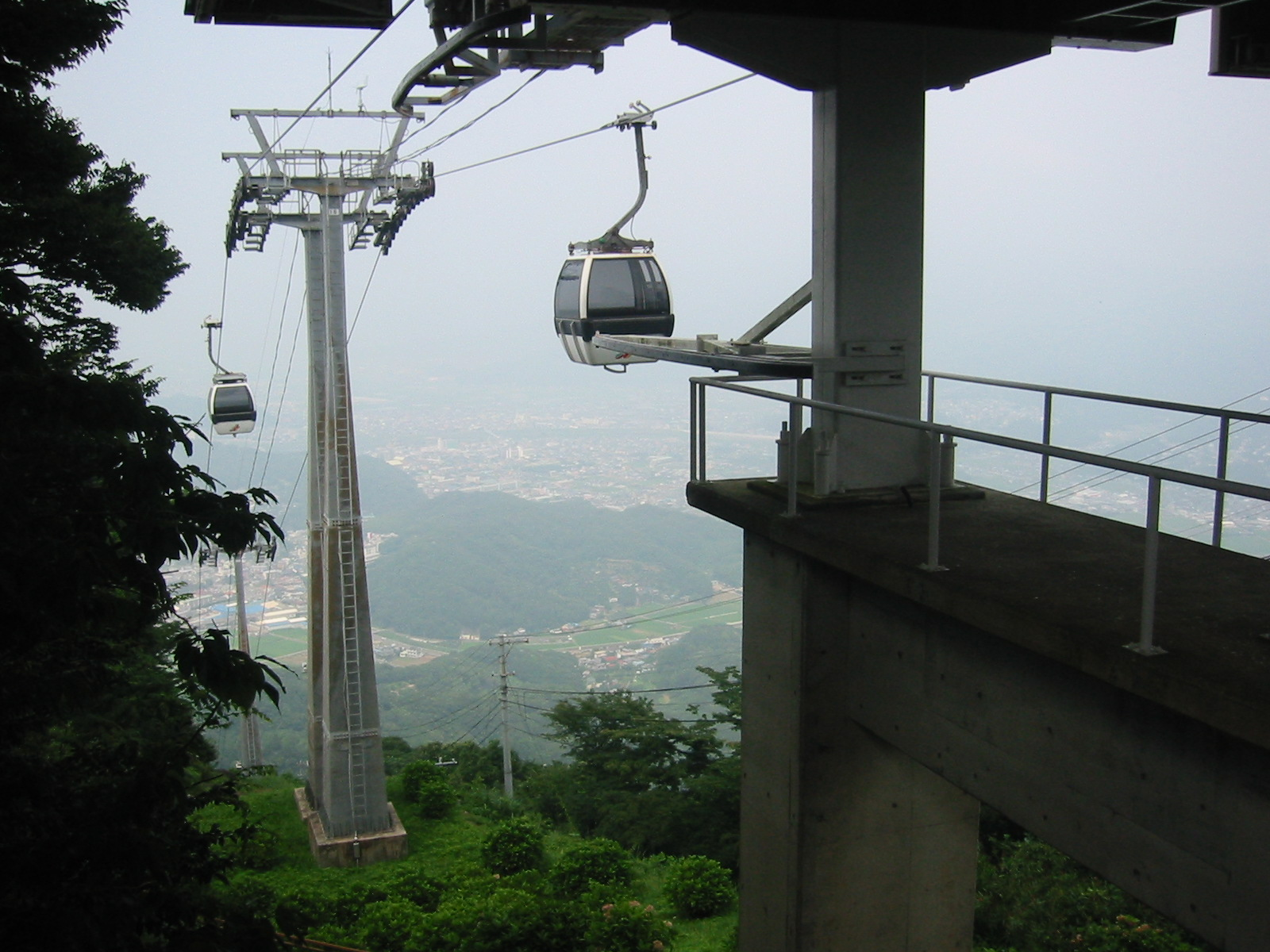
Teleférico de Katsuragiyama.
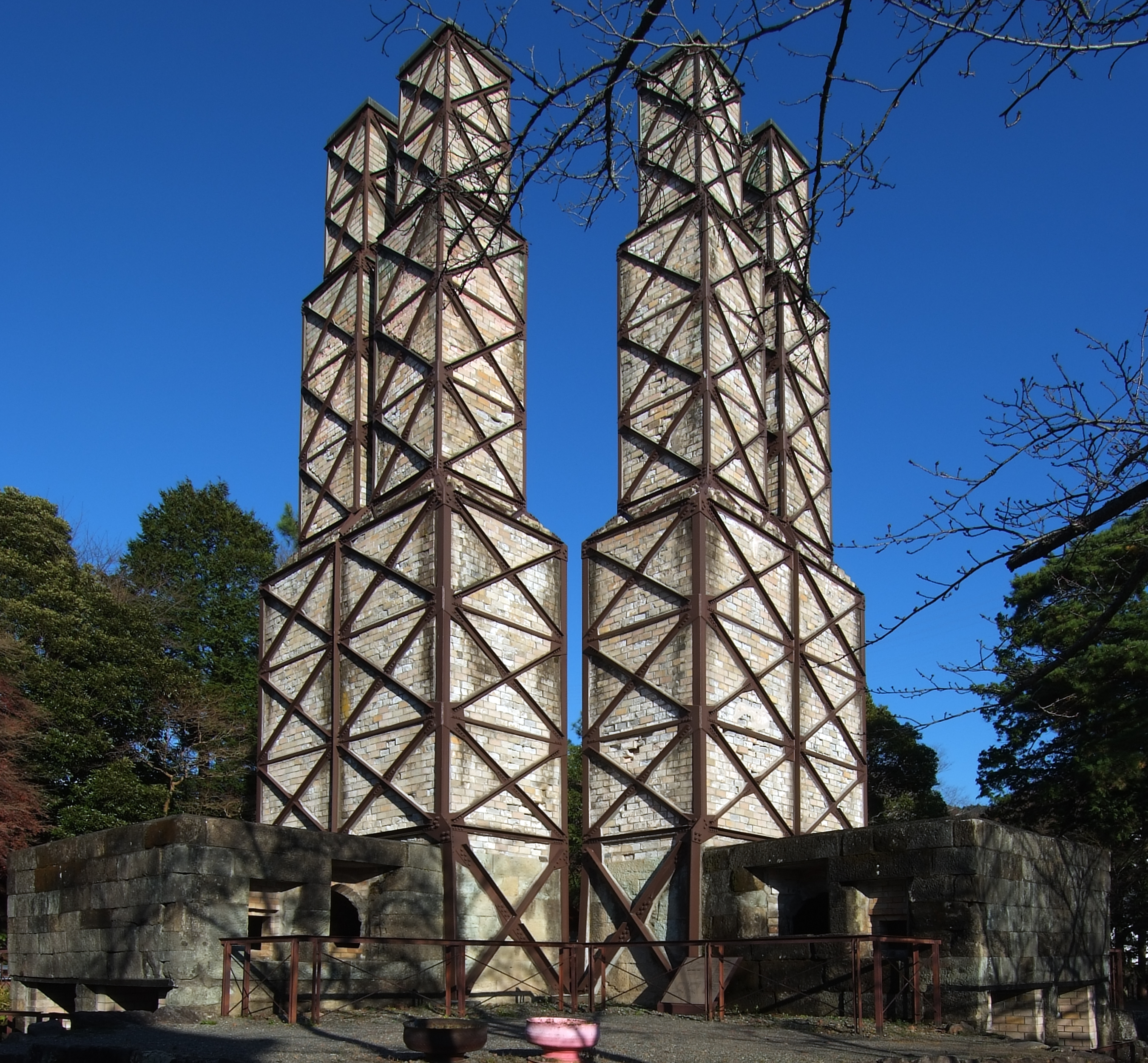
Torres de reverberación de Nirayama.